# الوحوش (فلم 2022)
الوحوش هو فيلم إثارة إسباني - فرنسي من إخراج رودريجو سوروجوين وبطولة دينيس مينوشيت، مارينا فواس ولويس زاهرة، صدر الفيلم في إسبانيا في 11 نوفمبر 2022.

## روابط خارجية
- مقالات تستعمل روابط فنية بلا صلة مع ويكي بيانات